# Casamaccioli
Casamaccioli (en idioma corso Casamacciuli) es una comuna y población de Francia, en la región de Córcega, departamento de Alta Córcega.
Su población en el censo de 1999 era de 100 habitantes.

## Demografía
| 266 | 285 | 172 | 140 | 91 | 100 |
| Para los censos de 1962 a 1999 la población legal corresponde a la población sin duplicidades (Fuente: INSEE [Consultar]) |     |     |     |    |     |